# 최보군
최보군(1991년 8월 28일~)은 대한민국의 스노보드 선수이다. 삿포로시에서 열린 2017년 동계 아시안 게임에서 대회전 종목 은메달을 획득했다.